# Laser allo zaffiro di titanio
Il laser allo zaffiro di titanio è un laser a stato solido in cui il mezzo attivo è costituito da un cristallo di zaffiro (Al2O3) drogato con ioni di titanio Ti3+. Il pompaggio avviene nel verde, quindi ci si serve di laser a Argon oppure della seconda armonica del laser Nd:YAG.
Questo laser emette nelle lunghezze d'onda tra il visibile e il vicino infrarosso, tipicamente tra 700 e 1000 nm; la lunghezza d'onda di emissione può essere regolata, rendendo il sistema accordabile, spostando gli specchi in cavità, in modo da selezionare la lunghezza d'onda da amplificare. Essendo la larghezza di banda molto larga (la più larga nei laser a stato solido) è possibile produrre impulsi molto brevi, dell'ordine di grandezza dei femtosecondi, ad alta frequenza di ripetizione, tipicamente dell'ordine dei megahertz, grazie alla tecnica del mode-locking. Il processo di produzione degli impulsi è molto efficiente e sfrutta l'effetto Keer della stessa barretta del mezzo attivo.
Questo tipo di laser è molto versatile e di assoluta importanza in un laboratorio di spettroscopia. Grazie agli impulsi brevi è possibile fare misure spettroscopiche risolte in tempo ad una risoluzione altissima; grazie all'accordabilità è possibile fare misure di assorbimento nel vicino IR, con tutti i vantaggi che ne derivano utilizzando un laser.